# وسام الامتياز للمرأة
وسام الامتياز للمرأة هو وسام دولة من السودان أنشئ في 16 نوفمبر 1961 أثناء الحكم العسكري لإبراهيم عبود . تُمنح للسودانيات والأجنبيات اللواتي يؤدين خدمات ممتازة للدولة أو الإنسانية.
لا يجوز تكرار منح الأوسمة والميداليات ، أو الترقية من رتبة إلى مرتبة أعلى ، إلا بعد مضي ثلاث سنوات على الأقل من تاريخ منحها. يتم تخفيض هذه الفترة إلى سنة واحدة للموظفين إذا تمت إحالتهم إلى التقاعد. تظل الطلبات والميداليات ملكًا للحائز على الجائزة ، وورثتها كتذكار دون أن يكون لأي منهم الحق في حملها. مع عدم الإخلال بأية عقوبة أخرى منصوص عليها في قوانين السودان ، يجوز بأمر من رئيس الجمهورية نزع قلادة أو وشاح أو ميدالية أو ميدالية أو عباءة شرف أو حزام إذا ارتكبوا التصرف الذي يخل بالشرف أو يتعارض مع الولاء للدولة.

## شارة
| اسم            | صورة | وصف |
| -------------- | ---- | --- |
| الدرجة الأولى  |      | ويتكون من وشاح حريري متموج فاتح اللون مع اثنين من الأخضر والوردي على حوافه في المنتصف، ويفصل بينهما خطان أخضران ثلاثة خطوط بيضاء. ينتهي الوشاح بميدالية تتكون من ثلاثة أسطح مترادفة. أول منفذ أبيض يقرأ كلمة الامتياز باللون الأسود، محاط بنجمة ذات اثني عشر فرقة بألوان علم الجمهورية. السطحان الثاني والثالث من المعدن النحاسي المطلي بالذهب، بالإضافة إلى الزخارف من المنفذ الأصفر على حواف السطح الثاني ومن المنفذ الأخضر على حواف السطح الثالث. تتدلى الميدالية من دائرة ذهبية في وسطها رسم شعار جمهورية السودان الديمقراطية ( سكرتير أو وحيد القرن). تتأرجح الميدالية من اليمين إلى اليسار، ويتبع الميدالية ميدالية كبيرة (مربط) تحمل الصدر من اليسار. |
| الدرجة الثانية |      | وتتكون من زخرفة من ثلاثة أسطح متجانسة، الأول من الميناء الأبيض مكتوب عليه كلمة 'امتياز' باللون الأسود ومحاطة بنجمة مكونة من اثني عشر قسمًا بألوان علم الجمهورية، والسطح الثاني والثالث من الذهب. -معدن نحاسي مطلي وكذلك زخارف من الميناء الأصفر على حواف السطح الثاني. تتدلى الميدالية من دائرة ذهبية يتوسطها يرسم شعار جمهورية السودان الديمقراطية (سكرتير أو وحيد القرن) ، وشريط هذه الفئة يشبه وشاح الفئة الثانية ويحمل الميدالية والميدالية التي يتبعه على الصدر على اليسار. |
| الدرجة الثالثة |      | وتتكون من ميدالية من ثلاثة أسطح متجانسة ، أولها من الميناء الأبيض، مكتوب عليها كلمة "امتياز" باللون الأسود ومحاطة بنجمة مكونة من اثني عشر قسمًا بألوان علم الجمهورية، والثاني و ثالث الأسطح من معدن النحاس المطلي بالذهب. وتتدلى الميدالية من دائرة ذهبية يتوسطها يرسم شعار جمهورية السودان الديمقراطية (صقر الجانبين). يتشابه شريط هذه الفئة مع شريط الفئة الثانية ، ويتم وضع الميدالية على الصدر من اليسار. |

## المستفيدين البارزين
- 2001 رجاء البدري [3]
- 2010 إقبال جعفر [4] [5]
- 2010 ليلى موسى علي [4] [5]
- 2010 سيدة الحاج محمد بشير [4] [5]
- 2010 ليلى التوم عبد الرازق [4] [5]
- 2010 فاطمة عبد الله طيرب [4] [5]
- 2010 ليلى خالد حاشي [4] [5]
- 2013 جريسيلدا الطيب [6]
- 2014 السريرة مكي [7] [8]
- 2014 نوال الحمود الملك الصباح [9] [10] [11]
- 2015 هانيا مرسي فضل [12] [13] [14]
- 2015 زبيدة آدم موسى إبراهيم [15]
- 2017 عائشة عبد الهادي [16]
- 2017 عوادي سمك [17] [18]
- 2020 نفيسة محمد محمود [19] [20]
- 2022 فاطمة بنت مبارك الكتبي [21] [22]